# 興朝通寶

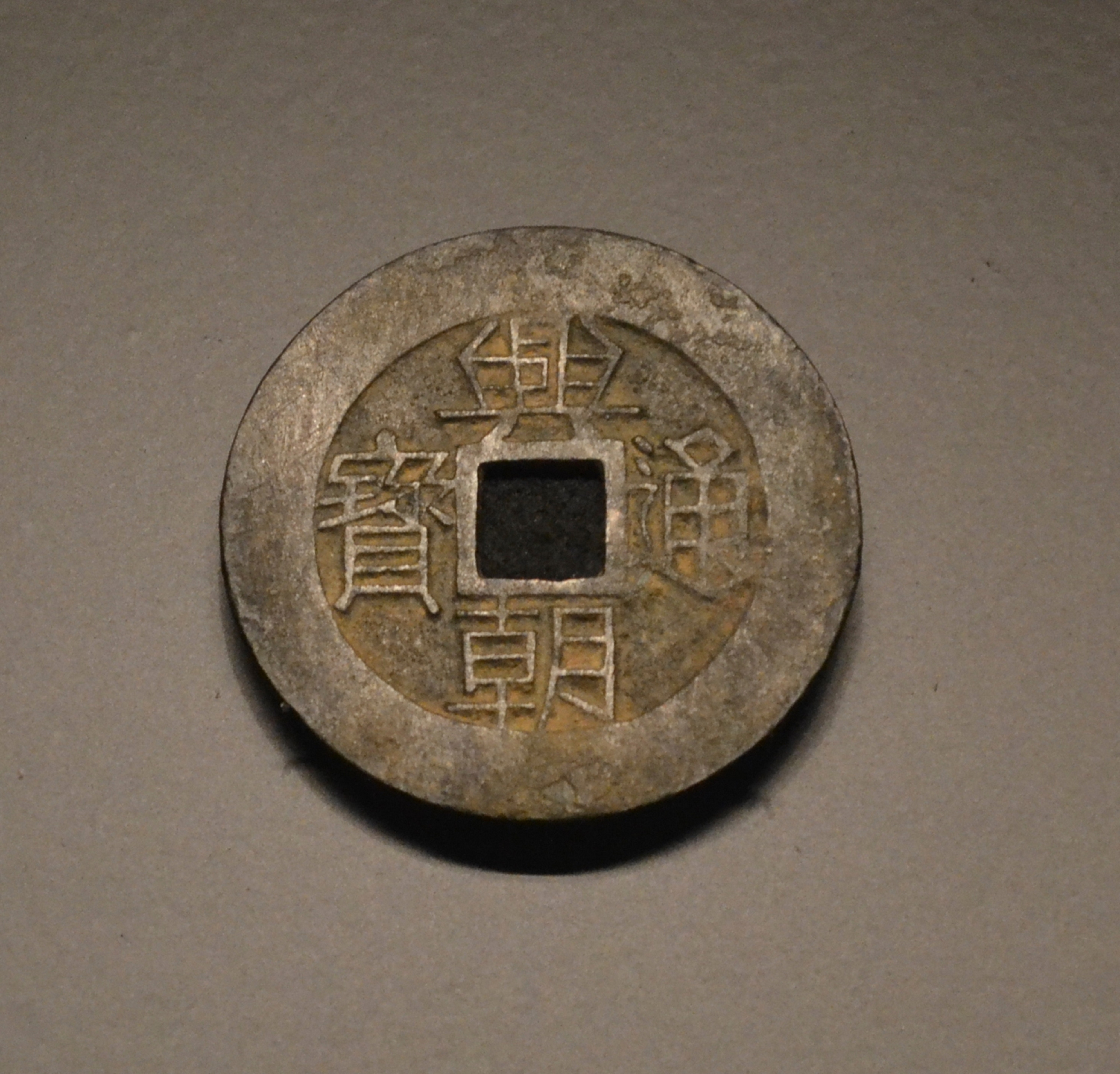
西班牙瓦伦西亚博物馆藏兴朝通宝

興朝通寶為明、清之際，孫可望在雲南所鑄之錢幣名稱。
清人李兆洛所著《纪元编》引用《明史》而以「興朝」為孫可望之年號。但是《明史》、《清史列传》與《清史稿》都只称铸钱兴朝通宝，以干支纪年，未言建年号。现代学者李崇智据此认为兴朝是钱号而非年号。